# (47005) Chengmaolan
(47005) Chengmaolan est un astéroïde de la ceinture principale.

## Description
(47005) Chengmaolan est un astéroïde de la ceinture principale. Il fut découvert le 16 octobre 1998 à la station de Xinglong par le programme Beijing Schmidt CCD Asteroid Program. Il présente une orbite caractérisée par un demi-grand axe de 2,70 UA, une excentricité de 0,21 et une inclinaison de 1,8° par rapport à l'écliptique.

## Compléments